# Christiane Weber (esgrimidora)
Christiane Weber (Mülheim an der Ruhr, 13 de febrero de 1962) es una deportista alemana que compitió para la RFA en esgrima, especialista en la modalidad de florete.
Participó en dos Juegos Olímpicos de Verano, obteniendo en total dos medallas de oro, ambas en la prueba por equipos: en Los Ángeles 1984 (junto con Ute Wessel, Cornelia Hanisch, Sabine Bischoff y Zita-Eva Funkenhauser) y en Seúl 1988 (con Sabine Bau, Anja Fichtel, Zita-Eva Funkenhauser y Annette Klug).
Ganó tres medallas en el Campeonato Mundial de Esgrima entre los años 1982 y 1986.

## Palmarés internacional
| Juegos Olímpicos   | Juegos Olímpicos             | Juegos Olímpicos  | Juegos Olímpicos    |
| Año                | Lugar                        | Medalla           | Prueba              |
| ------------------ | ---------------------------- | ----------------- | ------------------- |
| 1984               | Los Ángeles (Estados Unidos) | Medalla de oro    | Florete por equipos |
| 1988               | Seúl (Corea del Sur)         | Medalla de oro    | Florete por equipos |
| Campeonato Mundial |                              |                   |                     |
| Año                | Lugar                        | Medalla           | Prueba              |
| 1982               | Roma (Italia)                | Medalla de bronce | Florete por equipos |
| 1983               | Viena (Austria)              | Medalla de plata  | Florete por equipos |
| 1986               | Sofía (Bulgaria)             | Medalla de bronce | Florete por equipos |